# Nurcan Taylan
Nurcan Taylan (Ankara, Turquía, 29 de octubre de 1983) es una levantadora de pesas turca, que en la categoría de hasta  kg consiguió ser campeona mundial en 2010.

## Carrera deportiva
En el Campeonato Mundial celebrado en Antalya (Turquía) ganó la medalla de oro en la categoría de hasta 48 kg, levantando 93 y 121 kg en arrancada y dos tiempos, respectivamente.